# Pachynematus smithae
Pachynematus smithae är en stekelart som beskrevs av Ross 1945. Pachynematus smithae ingår i släktet Pachynematus, och familjen bladsteklar. Arten är reproducerande i Sverige.